# Red Ghost (légende)
Dans le folklore de l'Arizona, le Red Ghost (« Fantôme Rouge ») est une créature qui aurait parcouru la frontière de l'Arizona à la fin du XIXe siècle. Il s'agirait d'un grand chameau rouge, avec un squelette humain blanchi sur le dos. Les légendes à son sujet se sont répandues dans tout l'Arizona, jusqu'à sa mort supposée avant le début du XXe siècle. En 1893, un fermier abat le chameau et découvre qu'il y avait un véritable squelette humain attaché sur son dos.

## Contexte historique
Lors de l’expansion des États-Unis vers l’ouest, les forces militaires cherchent des moyens pour faciliter les transports dans les régions arides. Tout au long du début du XIXe siècle, diverses propositions sont faites. C'est l'usage de chameaux utilisés comme bêtes de somme, proposition du secrétaire à la Guerre de l'époque, Jefferson Davis, qui est finalement approuvée en 1855 pour un budget de 30 000 $ dans le cadre d'une expérience qui deviendra plus tard connue sous le nom de Camel Corps. Le processus d’acquisition de chameaux commence autour de la Méditerranée et finalement 70 sont importés. Le projet est un succès, mais en raison de la guerre civile américaine, il fut en grande partie abandonné, car de nombreux supporters comme Jefferson Davis rejoignent la Confédération. Les chameaux sont vendus ou abandonnés.

## Histoire et légende
La légende commence en 1883, lorsque deux hommes quittent leur ranch près d'Eagle Creek (en) pour surveiller leur bétail. Alors qu'ils sont loin, l'une de leurs épouses entend les chiens aboyer bruyamment, suivis d'un grand cri. Elle se précipite vers la fenêtre et voit ce qu'elle décrit comme une « énorme bête de couleur rougeâtre » montée par une « créature à l'allure diabolique ». Elle verrouille sa porte d'entrée et attend le retour des hommes. Lorsque ceux-ci revinrent, ils découvrent que l'autre épouse est morte piétinée. Ils suivent les empreintes laissées par la créature le lendemain et trouvent des poils roux accrochés à un buisson.
Quelques jours plus tard, un groupe de prospecteurs signale que quelque chose a ravagé leur campement ; des poils roux sont ensuite retrouvés sur le site. La créature est de nouveau repérée quelques jours plus tard, cette fois décrite comme mesurant 30 pieds de haut (environ 9 mètres) et ayant renversé deux chariots ; des poils roux sont à nouveau retrouvés. La légende se répand rapidement avec diverses histoires racontées : l'une d'entre elles décrit la créature tuant et mangeant un grizzly, tandis qu'une autre déclare qu'elle a disparu dans les airs lorsqu'elle était pourchassée, mais tous les récits s'accordent sur le fait que le squelette d'un homme est sur son dos. Un cow-boy a tenté de saisir la bête au lasso, mais a été projeté au sol et a failli être tué, mais il a le temps de voir que la silhouette sur le dos est un squelette. Quelques mois plus tard, un groupe de cinq hommes tire sur l'animal, manquant le chameau mais arrachant la tête du squelette, trouvant des cheveux et de la peau encore attachés.
La légende reste populaire jusqu'en 1893, lorsque le fermier Mizoo Hastings trouve la créature en train de manger dans sa cour et l’abat d'un seul tir. On découvre alors que la bête est un chameau, avec des lanières de cuir si serrées qu'elles ont laissé des cicatrices. On ignore pourquoi un homme mort était attaché sur son dos, mais divers récits sont apparus pour l'expliquer au fil des années. Certains disent que c'était un prospecteur mourant de soif qui s'est attaché sur le dos de l'animal dans l'espoir qu'il l'amènerait à un point d'eau tandis que d'autres disent que c'était un soldat apprenant à monter un chameau lorsque celui-ci s'est soudainement enfui, l'emportant avec lui. La vérifiabilité de certaines parties de la légende reste discutable, car des documents sont manquants ou ont été perdus au fil du temps.

## Adaptation
La légende est reprise dans un épisode de la série télévisée Les Aventuriers du Far West (Death Valley Days) : The Red Ghost of Eagle Creek (saison 12, épisode 10, 1963),.